# 宋北杉
宋北杉（1951年—），男，山东蓬莱人，中华人民共和国政治人物。

## 生平
毕业于北京外国语学院。1982年，进入中共中央办公厅工作，任乔石秘书。1989年，任国家文物局外事处处长。2001年，任山西省人民政府省长助理。次年，改任副省长。2007年，任全国工商联党组副书记、副主席。

## 家庭
妹妹为演员宋丹丹。